# Magnus Knutsson (cyclisme)
Pour les articles homonymes, voir Magnus Knutsson.
Magnus Knutsson, né le 12 mars 1963 à Vänersborg, est un coureur cycliste suédois.

## Palmarès
- 1980
  -  Champion de Suède du contre-la-montre juniors
  -  Champion de Suède du contre-la-montre par équipes juniors
- 1981
  - Champion des Pays nordiques du contre-la-montre par équipes juniors
  -  Champion de Suède du contre-la-montre juniors
  -  Médaillé de bronze au championnat du monde du contre-la-montre par équipes juniors
- 1982
  - 2e du championnat des Pays nordiques du contre-la-montre par équipes
- 1983
  - Champion des Pays nordiques du contre-la-montre par équipes
- 1984
  -  Champion de Suède du contre-la-montre par équipes
- 1985
  -  Champion de Suède du contre-la-montre
  -  Champion de Suède du contre-la-montre par équipes
  - 2e étape du Tour de Suède
- 1986
  - Champion des Pays nordiques du contre-la-montre par équipes
  -  Champion de Suède du contre-la-montre par équipes
- 1987
  - Skandisloppet
  - 2e du championnat de Suède du contre-la-montre
  - 2e du championnat de Suède du contre-la-montre par équipes
- 1989
  - Champion des Pays nordiques du contre-la-montre par équipes
- 1990
  -  Champion de Suède du contre-la-montre par équipes
- 1991
  - Champion des Pays nordiques du contre-la-montre par équipes
  -  Champion de Suède du contre-la-montre par équipes
  - Fyen Rundt
  - Skandisloppet
- 1993
  - 2e du championnat des Pays nordiques du contre-la-montre par équipes
  - 3e du Duo normand (avec Jan Karlsson)
- 1994
  -  Champion de Suède du contre-la-montre par équipes
  - 2e du championnat des Pays nordiques du contre-la-montre par équipes